# Szyja korzeniowa
Szyja korzeniowa, szyjka korzeniowa – część roślin naczyniowych stanowiąca przejście pomiędzy korzeniem a łodygą. U drzew stanowi rozszerzoną nasadę pnia z widocznymi w postaci zgrubień nasad korzeni bocznych.

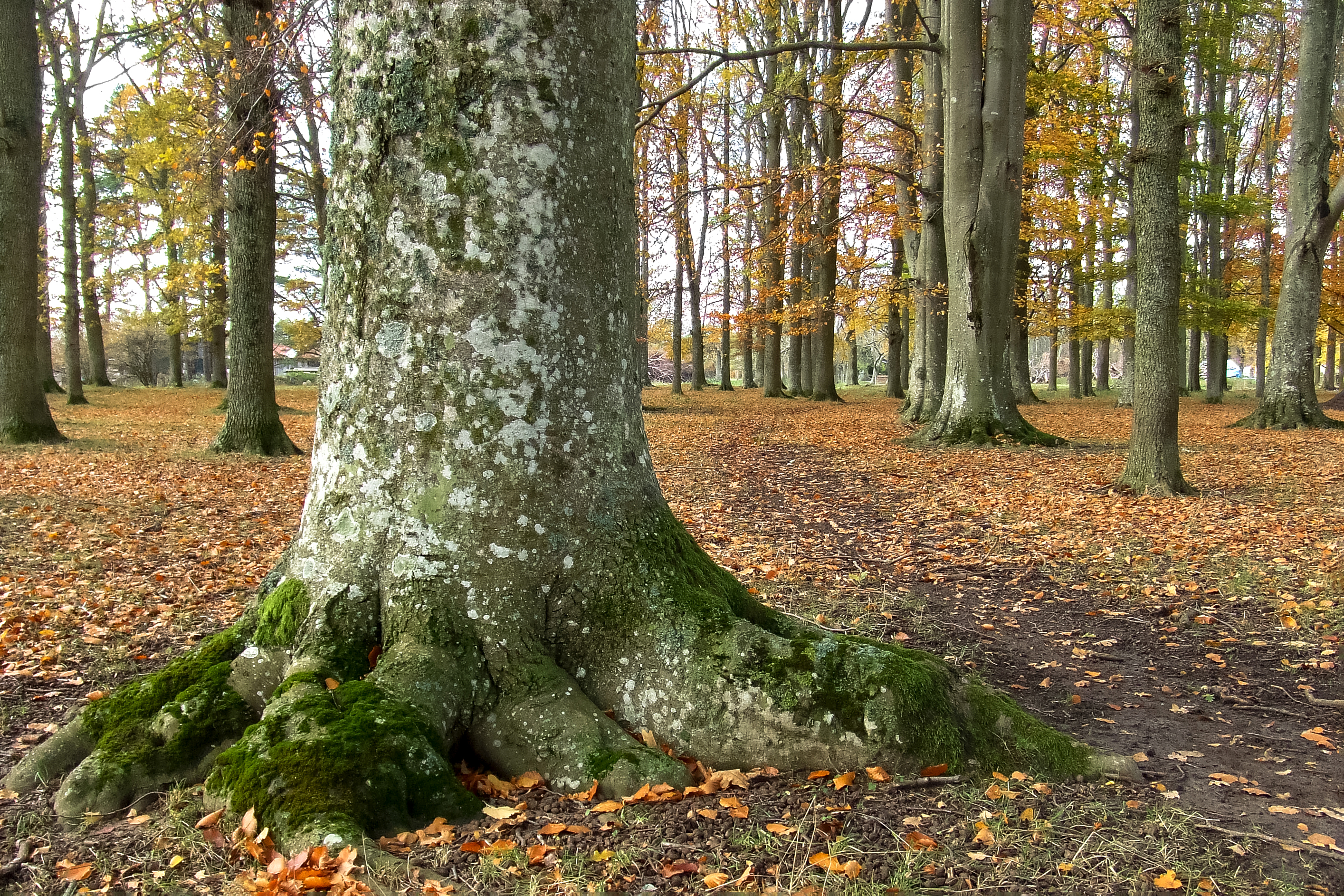
Szyja korzeniowa buka zwyczajnego

Przy sadzeniu młodych drzew szyjka korzeniowa powinna być odkryta. W przypadku jej zakrycia ziemią, delikatna kora w tym miejscu może gnić, przez co drzewo stanie się podatne na choroby grzybowe i fizjologiczne (gorsze pobieranie wody). Szyja korzeniowa jest jedną z najbardziej wrażliwych (obok węzłów krzewienia) części roślin na działanie zbyt niskich lub wysokich temperatur – o ile pędy lub liście częściej przemarzają, o tyle nie powoduje to obumarcia rośliny. A to jest następstwem zniszczenia szyi korzeniowej przez niekorzystne temperatury. Także zalanie szyi korzeniowej może powodować śmierć drzewa i jest powodem obumierania drzew na torfowiskach porastających torfowcami, których wzrost powoduje podnoszenie poziomu wody.